# اریج العطار
اَریج صلاح العطّار (۴ مارس ۱۹۹۳) بازیگر کویتی است. او در ده سالگی بازیگری را با کارگردانی غافل فاضل در سریال «زندگی روی دیگری هم دارد» آغاز کرد که در سال ۲۰۰۴ نمایش داده شد. پس از آن در چندین سریال از جمله «شب باقی‌مانده» و «بدون محدودیت» بازی کرد. از سال ۲۰۰۸ تا ۲۰۱۸، او بر تئاتر تمرکز داشت. در بیش از یک جشنواره شرکت کرد و دو جایزه برد، یکی از آنها برای نمایش «وسمیه از دریا بیرون می‌آید» که در آن جایزه بهترین بازیگر نقش مکمل زن را دریافت کرد و جایزه دوم، جایزه بهترین بازیگر زن آینده‌دار برای نمایش «لغزش» بود.

## زندگی و پیشه
اَریج صلاح العطّار در ۴ مارس ۱۹۹۳ در کویت‌شهر متولد شد. فعالیت هنری خود را از ده سالگی آغاز کرد، زمانی که غافل فاضل، کارگردان کویتی، او را برای بازی در سریال «زندگی روی دیگری هم دارد» انتخاب کرد. این اثر، دروازهٔ ورود او به دنیای بازیگری بود، جایی که او با وجود سن کم، استعداد خود را نشان داد. مادرش، مَشاعِل السمیط، کارگردان، نقش محوری در زندگی هنری او داشت و با راهنمایی‌ها و مشاوره‌هایش، حمایت‌های قابل توجهی از او به عمل آورد. مادرش مشتاق بود که مطمئن شود اریج نقش‌هایی را انتخاب می‌کند که با سن و استعدادش سازگار باشد، و این به او کمک کرد تا یک حرفه هنری متعادل و برجسته بسازد.او خودش گفته است که وارد عرصهٔ بازیگری شده است چرا که این عرصه، حامل یک پیام هنری و بشردوستانه است، نه صرفاً حضور در برابر تماشاگران.
اریج العطار سپس در چندین درام برجسته، از جمله سریال «شب باقی‌مانده» که به مسائل اجتماعی می‌پرداخت و سریال «بدون محدودیت» که موضوعاتی با ابعاد عمیق انسانی را مورد بحث قرار می‌داد، درخشید. بعدها، اریج در آثار دیگری مانند «روال»، «فرشتهٔ رحمت» و «دستور تخلیه» اجراهای ممتازی ارائه داد که باعث افزایش محبوبیت و تثبیت جایگاه او شد.
العطار به صحنهٔ تئاتر نیز راه یافت و در تعدادی از نمایش‌های مهم درخشید. او در نمایش «وسمیه از دریا بیرون می‌آید» شرکت کرد و جایزهٔ بهترین بازیگر نقش مکمل زن را از آن خود کرد. او همچنین برای بازی در نمایش «لغزش» جایزهٔ بهترین بازیگر زن آینده‌دار را از آن خود کرد.
در مصاحبه‌ای به تاریخ ۳۰ اوت ۲۰۱۶، او در پاسخ به پرسشی دربارهٔ انتخاب بازیگر گفت: «به نظرم نکات زیادی در واگذاری نقش‌ها به بازیگران دخیل است و از اثری به اثر دیگر متفاوت است. برخی به شخصیت‌هایی تکیه می‌کنند که ویژگی‌هایشان با آنچه فیلمنامه مشخص کرده و الزامات هنری ایجاب می‌کند، سازگار است و کسانی هم هستند که بازیگرانی را انتخاب می‌کنند که در کار با آنها احساس راحتی می‌کنند. شخصاً اگر نقشی با بازیگرانی که دوستشان دارم به من پیشنهاد شود، مطمئناً تردید نمی‌کنم، بلکه سریع موافقت می‌کنم؛ بنابراین، به سختی می‌توان الگوی واحدی در انتخاب بازیگر وجود داشته باشد.»العطار علاوه بر استعداد بازیگری‌اش، آرزوی اجرای برنامه‌های آموزشی را نیز دارد و دوست دارد برنامه‌ای حاوی اطلاعات آموزشی برای کودکان را با سبکی جذاب، مشابه برنامه «باشگاه قهرمانان» اجرا کند.
او در سال ۲۰۲۴ در سریال «ده سال» و نمایش «اولین در نوع خود» نقش آفرید.

## زندگی شخصی
در یک مصاحبه به تاریخ ۸ مارس ۲۰۱۰، او تصریح کرده است که سرگرمی‌های زیادی دارد، اما امور مورد علاقهٔ او، گیتار زدن، پیانو زدن، بازیگری، شنا و رقصیدن است.